# Campionato del mondo BDO
Il Campionato del mondo BDO, organizzato dalla British Darts Organisation dal 1978 al 2020, è stato uno dei campionati del mondo di freccette. È stato il principale torneo di freccette finché alcuni dei migliori giocatori fondarono la Professional Darts Corporation (PDC) e organizzarono un campionato del mondo parallelo a partire dal 1994. 

## Storia

### Origini e sviluppo
L'idea del campionato nacque nel 1978 grazie a Mike Watterson, promotore sportivo noto per aver creato lo UK Championship. John Lowe, suo amico e giocatore di freccette, lo convinse a contattare Olly Croft, direttore della BDO, per realizzare l'evento. Il primo torneo si svolse all'Heart of the Midlands Nightclub di Nottingham, sponsorizzato da Embassy, marchio di sigarette della Imperial Tobacco, e fu trasmesso su BBC Two. Le partite si disputarono con il formato a leg, ma dal 1979 fu introdotto il formato a set, utilizzato in tutte le edizioni successive. Il vincitore dell'edizione 1978 fu il gallese fu Leighton Rees, che sconfisse l'inglese John Lowe in finale.

### Periodo di massimo splendore
Negli anni successivi, il campionato crebbe in popolarità, attirando un pubblico sempre più numeroso e consolidando la sua posizione nel panorama sportivo britannico. Nel 1983, Keith Deller, un giocatore di 23 anni, compì una delle più grandi sorprese della storia del torneo, battendo consecutivamente i primi tre giocatori del mondo: John Lowe, Jocky Wilson ed Eric Bristow, conquistando il titolo mondiale. Nel 1990, Paul Lim realizzò l'unico nine-dart finish del torneo contro Jack McKenna, vincendo un bonus di £52.000, superiore al premio del campione di quell'anno, Phil Taylor.

### La scissione del 1993 e l'evoluzione del torneo
Nel 1993, una frattura nel mondo delle freccette (split in darts) portò alla creazione della Professional Darts Corporation (PDC), con 16 giocatori, tra cui sette ex campioni BDO. Ciascuna associazione organizzava una propria versione del mondiale di freccette. Il torneo BDO mantenne inizialmente un alto livello di competizione e attrasse un pubblico fedele, continuando per anni a presentare sfide emozionanti e mettere in luce nuovi talenti. Nel 2001 fu organizzata la prima versione femminile del torneo: l'inglese Trina Gulliver dominò la scena delle freccette femminili, vincendo il titolo mondiale ben dieci volte.
A causa della crisi finanziaria della BDO, il torneo del 2020 fu l'ultimo disputato.

## Albo d'oro

### Torneo maschile
| Anno | Campione (media)              | Punteggio | Secondo (media)               | Luogo                                        |
| ---- | ----------------------------- | --------- | ----------------------------- | -------------------------------------------- |
| 1978 | Leighton Rees (92.40)         | 11–7      | John Lowe (89.40)             | Heart of the Midlands Club, Nottingham       |
| 1979 | John Lowe (87.42)             | 5–0       | Leighton Rees (76.62)         | Jollees Cabaret Club, Stoke-on-Trent         |
| 1980 | Eric Bristow (88.10)          | 5–3       | Bobby George (86.49)          | Jollees Cabaret Club, Stoke-on-Trent         |
| 1981 | Eric Bristow (86.10)          | 5–3       | John Lowe (81.00)             | Jollees Cabaret Club, Stoke-on-Trent         |
| 1982 | Jocky Wilson (88.10)          | 5–3       | John Lowe (84.30)             | Jollees Cabaret Club, Stoke-on-Trent         |
| 1983 | Keith Deller (90.00)          | 6–5       | Eric Bristow (93.90)          | Jollees Cabaret Club, Stoke-on-Trent         |
| 1984 | Eric Bristow (97.50)          | 7–1       | Dave Whitcombe (90.60)        | Jollees Cabaret Club, Stoke-on-Trent         |
| 1985 | Eric Bristow (97.50)          | 6–2       | John Lowe (93.12)             | Jollees Cabaret Club, Stoke-on-Trent         |
| 1986 | Eric Bristow (94.47)          | 6–0       | Dave Whitcombe (90.45)        | Lakeside Country Club, Frimley Green, Surrey |
| 1987 | John Lowe (90.63)             | 6–4       | Eric Bristow (94.29)          | Lakeside Country Club, Frimley Green, Surrey |
| 1988 | Bob Anderson (92.70)          | 6–4       | John Lowe (92.07)             | Lakeside Country Club, Frimley Green, Surrey |
| 1989 | Jocky Wilson (94.32)          | 6–4       | Eric Bristow (90.66)          | Lakeside Country Club, Frimley Green, Surrey |
| 1990 | Phil Taylor (97.47)           | 6–1       | Eric Bristow (93.00)          | Lakeside Country Club, Frimley Green, Surrey |
| 1991 | Dennis Priestley (92.57)      | 6–0       | Eric Bristow (84.15)          | Lakeside Country Club, Frimley Green, Surrey |
| 1992 | Phil Taylor (97.58)           | 6–5       | Mike Gregory (94.42)          | Lakeside Country Club, Frimley Green, Surrey |
| 1993 | John Lowe (83.97)             | 6–3       | Alan Warriner (82.32)         | Lakeside Country Club, Frimley Green, Surrey |
| 1994 | John Part (82.44)             | 6–0       | Bobby George (80.31)          | Lakeside Country Club, Frimley Green, Surrey |
| 1995 | Richie Burnett (93.63)        | 6–3       | Raymond van Barneveld (91.23) | Lakeside Country Club, Frimley Green, Surrey |
| 1996 | Steve Beaton (90.27)          | 6–3       | Richie Burnett (88.05)        | Lakeside Country Club, Frimley Green, Surrey |
| 1997 | Les Wallace (92.19)           | 6–3       | Marshall James (92.01)        | Lakeside Country Club, Frimley Green, Surrey |
| 1998 | Raymond van Barneveld (93.96) | 6–5       | Richie Burnett (97.14)        | Lakeside Country Club, Frimley Green, Surrey |
| 1999 | Raymond van Barneveld (94.65) | 6–5       | Ronnie Baxter (94.65)         | Lakeside Country Club, Frimley Green, Surrey |
| 2000 | Ted Hankey (92.40)            | 6–0       | Ronnie Baxter (88.35)         | Lakeside Country Club, Frimley Green, Surrey |
| 2001 | John Walton (95.55)           | 6–2       | Ted Hankey (94.86)            | Lakeside Country Club, Frimley Green, Surrey |
| 2002 | Tony David (93.57)            | 6–4       | Mervyn King (89.67)           | Lakeside Country Club, Frimley Green, Surrey |
| 2003 | Raymond van Barneveld (94.86) | 6–3       | Ritchie Davies (90.66)        | Lakeside Country Club, Frimley Green, Surrey |
| 2004 | Andy Fordham (97.08)          | 6–3       | Mervyn King (91.02)           | Lakeside Country Club, Frimley Green, Surrey |
| 2005 | Raymond van Barneveld (96.78) | 6–2       | Martin Adams (91.35)          | Lakeside Country Club, Frimley Green, Surrey |
| 2006 | Jelle Klaasen (90.42)         | 7–5       | Raymond van Barneveld (93.06) | Lakeside Country Club, Frimley Green, Surrey |
| 2007 | Martin Adams (90.30)          | 7–6       | Phill Nixon (87.09)           | Lakeside Country Club, Frimley Green, Surrey |
| 2008 | Mark Webster (92.07)          | 7–5       | Simon Whitlock (93.92)        | Lakeside Country Club, Frimley Green, Surrey |
| 2009 | Ted Hankey (91.46)            | 7–6       | Tony O'Shea (90.54)           | Lakeside Country Club, Frimley Green, Surrey |
| 2010 | Martin Adams (95.01)          | 7–5       | Dave Chisnall (93.42)         | Lakeside Country Club, Frimley Green, Surrey |
| 2011 | Martin Adams (92.13)          | 7–5       | Dean Winstanley (89.08)       | Lakeside Country Club, Frimley Green, Surrey |
| 2012 | Christian Kist (90.00)        | 7–5       | Tony O'Shea (87.78)           | Lakeside Country Club, Frimley Green, Surrey |
| 2013 | Scott Waites (86.43)          | 7–1       | Tony O'Shea (81.90)           | Lakeside Country Club, Frimley Green, Surrey |
| 2014 | Stephen Bunting (96.18)       | 7–4       | Alan Norris (92.19)           | Lakeside Country Club, Frimley Green, Surrey |
| 2015 | Scott Mitchell (92.61)        | 7–6       | Martin Adams (92.55)          | Lakeside Country Club, Frimley Green, Surrey |
| 2016 | Scott Waites (87.54)          | 7–1       | Jeff Smith (84.99)            | Lakeside Country Club, Frimley Green, Surrey |
| 2017 | Glen Durrant (93.48)          | 7–3       | Danny Noppert (93.30)         | Lakeside Country Club, Frimley Green, Surrey |
| 2018 | Glen Durrant (93.97)          | 7–6       | Mark McGeeney (86.31)         | Lakeside Country Club, Frimley Green, Surrey |
| 2019 | Glen Durrant (95.19)          | 7–3       | Scott Waites (91.38)          | Lakeside Country Club, Frimley Green, Surrey |
| 2020 | Wayne Warren (93.72)          | 7–4       | Jim Williams (94.53)          | The O2 Arena, Londra                         |

## Record e statistiche

### Torneo maschile
- Maggior numero di titoli: Eric Bristow con 5 titoli
- Maggior numero di finali: Eric Bristow ha partecipato a 10 finali
- Campione più anziano: Wayne Warren a 57 anni e 219 giorni (2020)
- Campione più giovane: Jelle Klaasen a 21 anni e 90 giorni (2006)
- Giocatore più giovane: Leighton Bennett a 14 anni e 4 giorni (2020)

#### Giocatori più vittoriosi
| Vittorie | Giocatore             | Primo titolo | Ultimo titolo | Arco di anni |
| -------- | --------------------- | ------------ | ------------- | ------------ |
| 5        | Eric Bristow          | 1980         | 1986          | 7            |
| 4        | Raymond van Barneveld | 1998         | 2005          | 8            |
| 3        | John Lowe             | 1979         | 1993          | 15           |
| 3        | Martin Adams          | 2007         | 2011          | 5            |
| 3        | Glen Durrant          | 2017         | 2019          | 3            |
| 2        | Scott Waites          | 2013         | 2016          | 4            |
| 2        | Ted Hankey            | 2000         | 2009          | 10           |
| 2        | Phil Taylor           | 1990         | 1992          | 3            |
| 2        | Jocky Wilson          | 1982         | 1989          | 8            |

#### Nine-dart finish
Paul Lim è l'unico giocatore ad aver effettuato una chiusura a 9 frecce o nine-dart finish. Ci riuscì nel 1990 in un match di secondo turno vinto con l'irlandese Jack McKenna.

### Torneo femminile
- Maggior numero di titoli: Trina Gulliver con 10 titoli
- Maggior numero di finali: Trina Gulliver ha partecipato a 12 finali

#### Giocatrici più vittoriose
| Vittorie | Giocatrice             | Primo titolo | Ultimo titolo | Arco di anni |
| -------- | ---------------------- | ------------ | ------------- | ------------ |
| 10       | Trina Gulliver         | 2001         | 2016          | 17           |
| 4        | Lisa Ashton            | 2014         | 2018          | 5            |
| 3        | Anastasia Dobromyslova | 2008         | 2013          | 6            |
| 2        | Mikuru Suzuki          | 2019         | 2020          | 2            |